# Великий Хорасан
36° пн. ш. 62° сх. д. / 36° пн. ш. 62° сх. д.

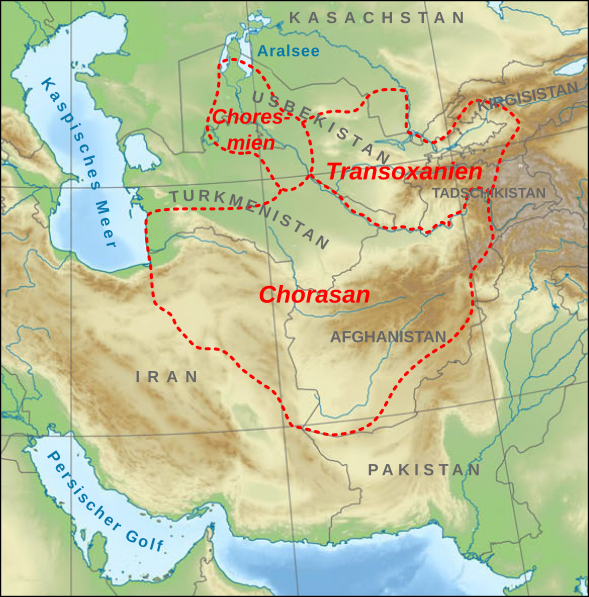
Трансоксанія, Хорезм і Хорасан

Вели́кий Хораса́н або Хораса́н (пехл. xwarāsān, перс. خراسان Ḫurāsān — «земля, де сходить сонце»; listenⓘ) — історично-географічна область, що охоплювала територію північно-східного Ірану, північно-західного Афганістану, півдня Туркменістану й Узбекистану. Епітет Великий додають для того, щоб відрізнити історичний Хорасан від однойменної провінції Ірану, яка теж уже не існує, поділена на три дрібніші Хорасани.
У вужчому сенсі, Хорасан включав у себе міста Нішапур, Тус, Балх, Герат, Мерв, Самарканд і Бухару. У ширшому сенсі до Хорасану належала вся Трансоксанія і Согдіана.
У середньовіччі Хорасан (Північно-Східний Іран) був головним осередком видобутку бірюзи, де розроблялося найбагатше Нішапурське родовище найкращої у світі бірюзи. Перські бірюзові рудники пов'язані з пасмом гір, що простяглася з заходу на схід між містами Котшан і Нішапур.

## Галерея

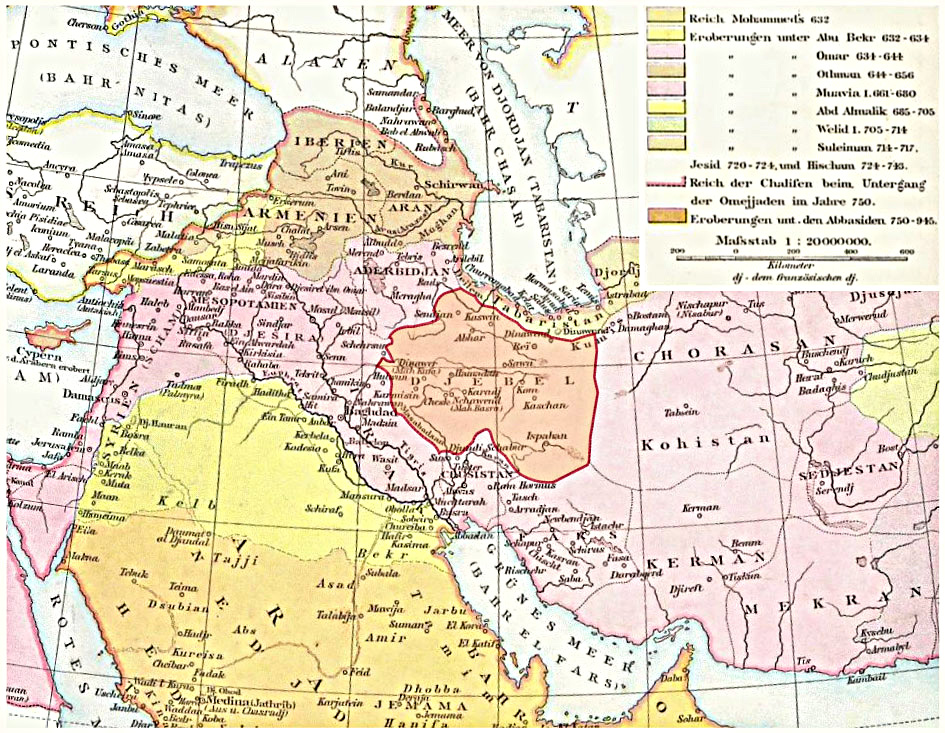
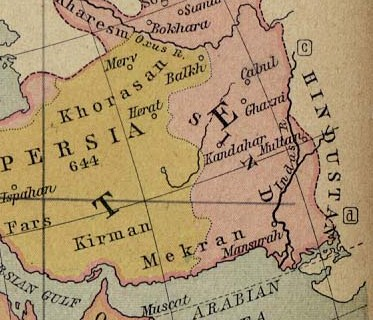
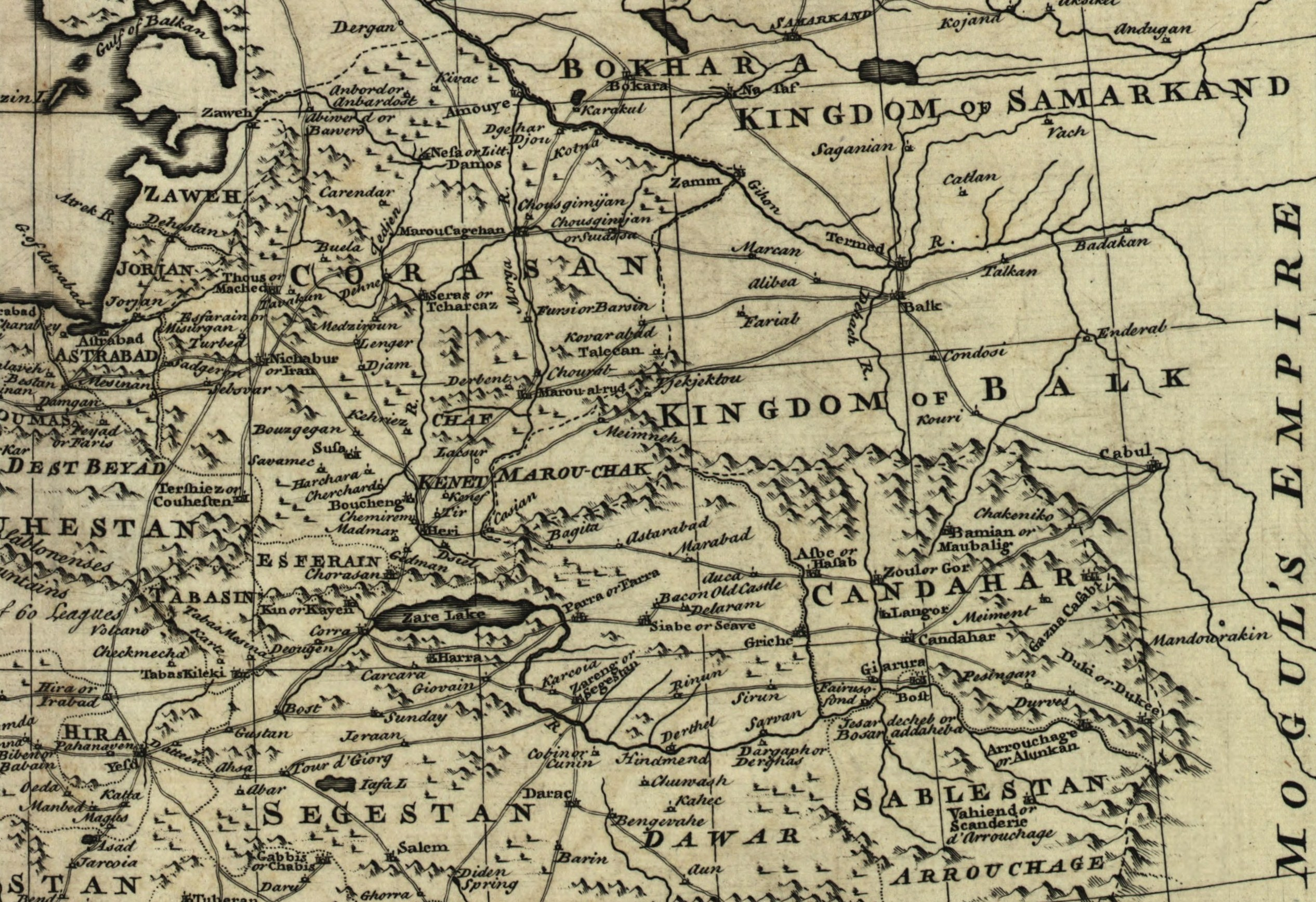
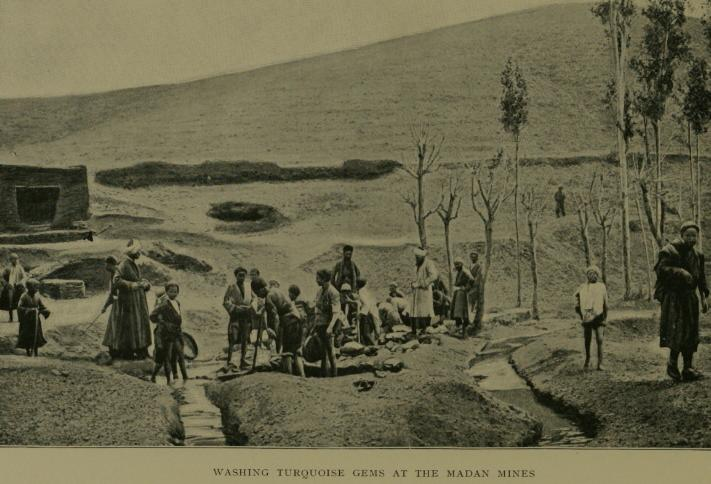
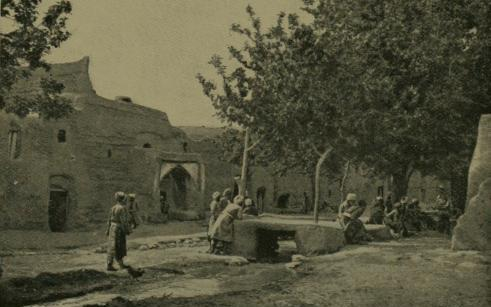
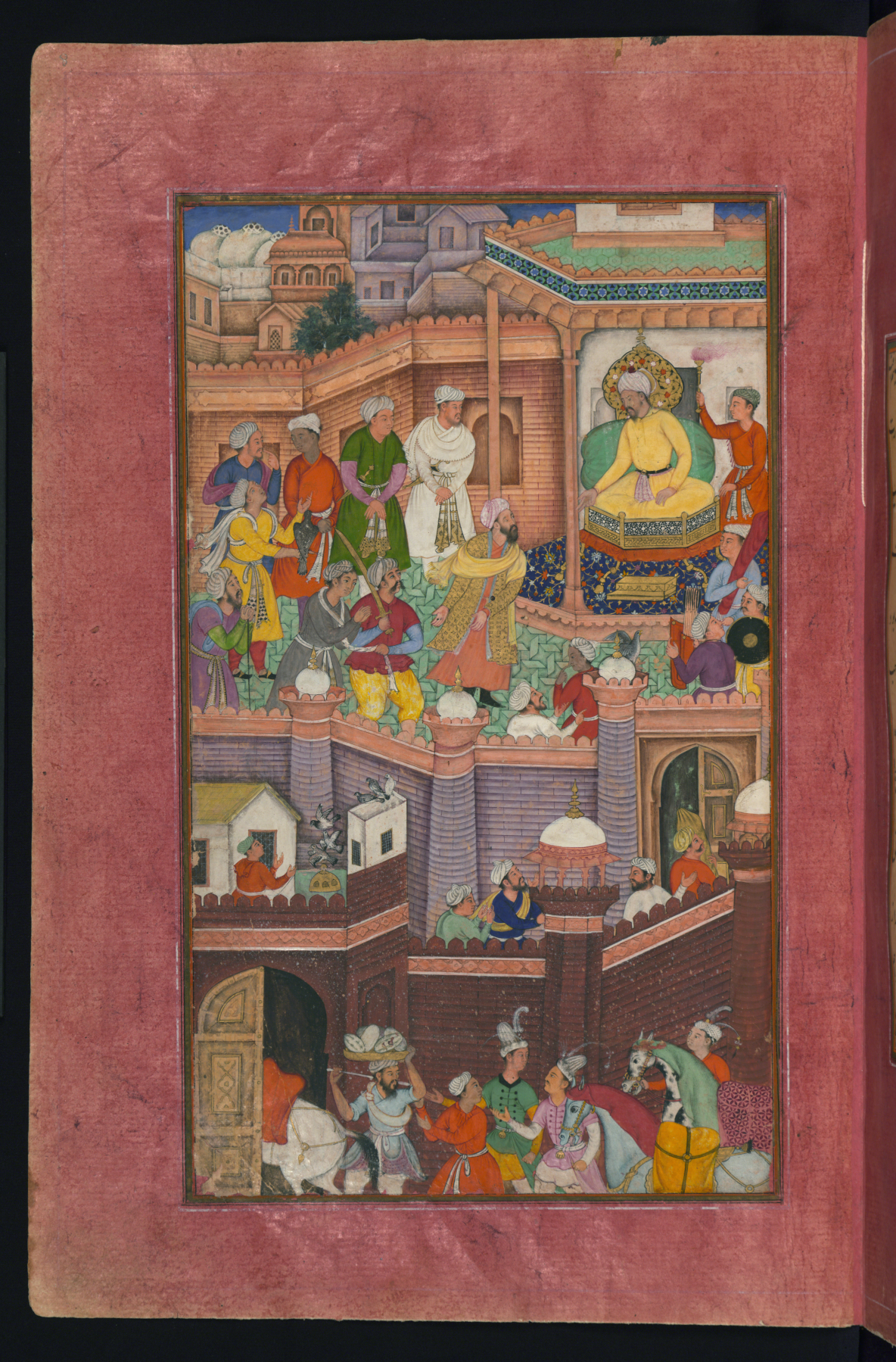